# Tania (protista)
Tania es un género de foraminífero bentónico de la familia Miogypsinidae, de la superfamilia Rotalioidea, del suborden Rotaliina y del orden Rotaliida. Su especie tipo es Tania inokoshiensis. Su rango cronoestratigráfico abarca desde el Burdigaliense (Mioceno inferior) hasta el Langhiense (Mioceno medio).

## Clasificación
Tania incluye a las siguientes especies:
- Tania bipapillosa †
- Tania demerariensis †
- Tania exilis †
- Tania hepatica †
- Tania inokoshiensis †
- Tania novella †
- Tania obesa †
- Tania plastica †
- Tania semoni †